# Allende (meteorit)
Meteorit Allende je med meteoriti največji ogljikov hondrit, ki so jih našli na Zemlji. Ob padcu 8. februarja 1969 so najprej videli veliko ognjeno kroglo nad zvezno državo Chihuahua (Mehika). Meteorit je padel na površino Zemlje v bližini vasi Pueblito de  Allende v Mehiki (po tej vasi je dobil ime). Pri eksploziji je nastalo na tisoče delcev. Področje, na katero so padli ostanki, je merilo v širino 8 in v dolžino 50 km. Področje padca je puščava. Kmalu po padcu so našli na stotine delcev padlega meteorita. V 25 letih pa so nabrali okoli 2 do 3 tone ostankov meteorita. Še po 40 letih najdejo posamezne nove delce. Delci so veliki od 1 g do 110 kg. 
Meteorit Allende velja za najbolj raziskan meteorit. Na Zemljo je padel malo preden so v okviru Programa Apollo prinesli prve kamnine z Lune. To je vzpodbudilo mnoge raziskovalce, da so se posvetili študiju tega meteorita. V tem času so se močno razvijale tudi metode in oprema, ki je potrebna za to delo.
Allende po načinu razvrščanja ogljikovih hondritov spada med meteorite skupine CV. Po petrološki razvrstitvi hondritov pa spada med hondrite tipa 3. To pomeni, da spada v skupino CV3.

## Zgradba meteorita
Allende vsebuje veliko vključkov bogatih s kalcijem in aluminijem (označujejo jih s CAI kot okrajšavo za Calcium-aluminijum-rich Inclusions). Ti vključki so med najstarejšimi snovmi v Osončju. Meteorit je nastal iz medzvezdnega prahu v začetku nastajanja Osončja. Spada med kamnite meteorite. Večina delcev je v celoti ali deloma prekritih s črno svetlečo skorjo. Nastala je med vstopom telesa v atmosfero, ko se je zunanjost zelo segrela in celo stalila. Tako je nastala steklasta skorja na površini meteorita.
Če kos meteorita prerežemo in spoliramo, vidimo, da notranjost sestavlja temna snov, ki obdaja svetlejše hondrule, drobne kamnite kroglice, ki jih najdemo samo v meteoritih (nikoli pa ne v zemeljskih kamninah). Vidijo se tudi kalcijevo-aluminijevi vključki. Kot mnogi hondriti, je tudi Allende po zgradbi breča. Allende nima, v nasprotju z drugimi hondriti, skoraj nič zlitine železa in niklja.
Kalcijevo-aluminijevi vključki vsebujejo tudi mikroskopsko velike diamante (velike nekaj nm). Diamanti kažejo nenavadno izotopsko sestavo, kar pomeni, da so nastali zunaj Osončja. So starejši od Zemlje in Sonca. Verjetno so nastali iz snovi, ki jo je izvrglo ob eksploziji supernove.